# 임창하
임창하(林昌夏, 일본식 이름: 林薰린 가오루, 1893년 2월 1일 ~ ?)는 일제강점기의 기업인 겸 관료로, 본적은 평안남도 진남포이다.

## 생애
1921년 8월 25일 독일 유학을 떠났으며, 1925년 10월 16일 베를린 상과대학을 졸업하고 조선으로 귀국했다. 환합(丸合)평안운수주식회사 사장(1927년 ~ 1931년), 황해농사주식회사 이사(1929년 ~ 1933년), 삼익사(三益社) 합자회사 사장(1929년 ~ 1942년), 대평농사주식회사 사장(1935년 ~ 1942년)을 역임했으며, 1932년 4월 1일 진남포상공회의소 의원으로 선임되었다. 1935년 중국 칭다오로 이주했고, 1936년 칭다오 화북연초(華北煙草)주식회사 사장, 1942년 칭다오협려회 대표이사를 역임했다.
1940년 7월 육해군 장병 위문금으로 170,000원을 헌금했으며, 1941년 12월 8일 태평양 전쟁이 발발하자 일본군 당국에 육군기 3대와 해군기 2대를 헌납했다. 1941년 12월 24일 육해군 비행기 헌납자금으로 300,000원을 헌금했으며, 1942년 2월 22일 지원병 훈련기금으로 30,000원을 기부했다. 1942년 9월 9일 육군병지원자 훈련소 시설기금을 기부한 대가로 조선총독부로부터 감수포장을 받았고, 1942년 10월 10일 징병제도 청년연성금으로 30,000원을 기부하였다. 1944년 2월 3일부터 1945년 8월 광복 때까지 조선총독부 중추원 참의를 역임했다.
친일파 708인 명단의 중추원 부문, 민족문제연구소의 친일인명사전 수록자 명단의 중추원 부문, 해외 부문, 친일반민족행위진상규명위원회가 발표한 친일반민족행위 705인 명단에 포함되었다.

## 참고자료
- 친일반민족행위진상규명위원회 (2009). 〈임창하〉. 《친일반민족행위진상규명 보고서 Ⅳ-15》. 서울. 209~217쪽.